# 澄江镇 (重庆市)
澄江镇，是中华人民共和国重庆市北碚区下辖的一个乡镇级行政单位。

## 行政区划
澄江镇下辖以下地区：
澄江路社区、运河社区、缙云村、北泉村、澄江村、中石盘村、运河村、柏林村、五一村、转龙村、史家村、民权村和上马台村。